# Леле, Карл
Карл Леле (нем. Carl Lehle; 2 декабря 1872, Эрискирх — 18 сентября 1939, Людвигсхафен-ам-Райн) — немецкий гребец, бронзовый призёр летних Олимпийских игр 1900.
На Играх Леле входил в состав первой немецкой команды четвёрок. Они сначала выиграли полуфинал, а потом заняли третье место в одном из финалов.